# Jean-Jacques Barthélemy
Jean-Jacques Barthélemy (20. ledna 1716, Cassis – 30. dubna 1795, Paříž) byl francouzský jazykovědec, který se stal prvním člověkem, jenž rozluštil vymřelý jazyk.  V roce 1754 rozluštil palmýrskou abecedu (již se zapisovala palmýrská aramejština) a v roce 1758 fénickou abecedu. Položil též základy egyptologii, když odhalil, že nehieroglyfické kurzívní egyptské písmo je odvozeno z tvarů hieroglyfů. Byl též spisovatelem, jeho kniha Voyage du jeune Anacharsis en Grèce (1787) je někdy označována za první moderní historický román. Vyvolal jí vlnu zájmu o starořeckou kulturu, jež charakterizovala francouzské 19. století.

## Život
Narodil se ve šlechtické rodině. Vystudoval filozofii a teologii na jezuitské koleji v Marseille. Při dodatečném studiu u lazaristů studoval orientální jazyky. Přítel ho později přivedl i ke studiu starožitností, zejména v oboru numismatiky. V roce 1744 odjel do Paříže, kde se stal asistentem Clauda Gros de Boze, jenž vedl Akademii písemností a krásné literatury a byl správcem královské sbírky medailí. V roce 1753 ho v této funkci nahradil a zůstal v ní až do revoluce. Během svého funkčního období téměř zdvojnásobil velikost sbírky. V roce 1755 doprovázel francouzského velvyslance a budoucího ministra zahraničí vévodu de Choiseul do Itálie, kde strávil tři roky archeologickým výzkumem. Choiseul si Barthélemyho velmi vážil a po návratu do Francie se Barthélemy stal hostem jeho domu. V červnu 1755 byl zvolen členem Královské společnosti v Londýně. V roce 1789 byl zvolen členem Francouzské akademie. Během revoluce byl Barthélemy v září 1793 zatčen a několik dní byl vězněn. Brzy však Výbor pro veřejné blaho vydal rozkaz k jeho okamžitému propuštění a ještě v roce 1793 byl jmenován knihovníkem Národní knihovny. Tento post odmítl a vrátil se ke své staré funkci správce státní sbírky medailí. Obohatil ji o mnoho cenných přírůstků. Byl nicméně revolucí oloupen o své jmění, a zemřel tak v chudobě.